# Bitfury
Bitfury est une entreprise qui développe et produit des logiciels et du matériel informatique conçu pour travailler avec la blockchain de bitcoins, notamment le minage de cryptomonnaie. Fondée en 2011 par Valery Vavilov, son siège est à Amsterdam, aux Pays-Bas.
Bitfury emploie 700 personnes dans quinze pays et exploite cinq centres de données situés en Islande, au Canada, en Géorgie et en Norvège,.
En 2018, avec un chiffre d'affaires de 500 millions de dollars, la startup européenne « serait valorisée plus d'un milliard et envisagerait une introduction en bourse dans les deux ans ». Cela ferait de l'entreprise la première licorne européenne.